# 伯格蘭 (密歇根州)
伯格蘭（英語：Bergland）是位於美國密歇根州昂托納貢縣伯格蘭鎮區的一個普查規定居民點。

## 人口
根據2020年美國人口普查的數據，伯格蘭的面積為2.70平方千米，當中陸地面積為1.89平方千米，而水域面積為0.81平方千米。當地共有人口141人，而人口密度為每平方千米52.22人。